# Saint-Désirat
Saint-Désirat település Franciaországban, Ardèche megyében. Lakosainak száma 876 fő (2022. január 1.). Saint-Désirat Andance, Bogy, Champagne, Colombier-le-Cardinal, Saint-Cyr, Saint-Étienne-de-Valoux és Andancette községekkel határos.

## Népesség
A település népessége az elmúlt években az alábbi módon változott:
| Lakosok száma | 621  | 608  | 660  | 747  | 862  | 884  | 877  | 844  | 849  | 876  |
|               | 1968 | 1982 | 1990 | 2006 | 2013 | 2015 | 2017 | 2019 | 2020 | 2022 |